# Staré Hutě
Staré Hutě (en allemand : Althütten) est une commune du district d'Uherské Hradiště, dans la région de Zlín, en République tchèque. Sa population s'élevait à 122 habitants en 2020.

## Géographie
Staré Hutě se trouve à 18 km au nord-ouest d'Uherské Hradiště, à 30 km au sud-ouest de Zlín, à 50 km à l'est-sud-est de Brno et à 231 km au sud-est de Prague.
La commune est limitée par Roštín au nord, par Salaš à l'est, par Břestek au sud-est, par Buchlovice au sud, par Stupava au sud-ouest et par Zástřizly et Chvalnov-Lísky au nord-ouest.

## Histoire
La vallée de la Stupava a une tradition de fabrication de verre qui est connue à partir de 1701. La verrerie connut une rapide expansion au XVIIIe siècle. La verrerie de Buchlovice ferma définitivement en 1876 et une partie des ouvriers verriers quitta la localité.